# استینار آسه
استینار آسه (انگلیسی: Steinar Aase؛ زادهٔ ۱۵ آوریل ۱۹۵۵) بازیکن سابق فوتبال اهل نروژ است که برای بران و استارت در پست مهاجم بازی می‌کرد.
وی در تیم‌های ملی فوتبال زیر ۲۱ سال نروژ و نروژ بازی کرده است. او ۶ بار در سطح بین‌المللی با نروژ بازی کرد و در ۲۱۱ بازی در بالاترین سطح فوتبال نروژ ۸۱ گل به ثمر رساند.